# The Cars Live 1984-1985
The Cars live 1984-1985 è un filmato che documenta un'esibizione dal vivo del gruppo musicale statunitense The Cars.

## Storia
Il filmato viene trasmesso da MTV nel 1985; successivamente Radio Vision International ne acquista i diritti per il mercato televisivo statunitense, insieme ad altri filmati come Live At Red Rocks degli U2, The Police Synchronicity, In My Mind's Eye dei Tears For Fears, Alchemy: Dire Straits Live, Thompson Twins Into The Gap Live, Genesis Live - The Mama Tour e Alive in Rotterdam dei Simple Minds, per una fra le prime serie di filmati trasmesse in stereofonia.
Il filmato è stato commercializzato dalla Vestron Video International in vari formati, recensito da Musician e in seguito ristampato da alcune etichette giapponesi.

## Il video
Il video di circa 60 minuti contiene brani registrati al "The Summit Arena" di Houston, Texas durante il tour americano dei due anni precedenti del gruppo musicale statunitense The Cars. Sei brani sono cantati da Ben Orr, otto da Ric Ocasek, che suona anche  la chitarra in tutti i brani eccetto "Jimmy Jimmy" e "Drive" dove suona la tastiera. Nel retro-palco alcuni piccoli schermi proiettano di continuo filmati di automobili ("cars" in inglese) e di belle donne.

## Brani
1. Hello Again
2. It's Not the Night
3. Touch and Go
4. Jimmy Jimmy (proviene dall'album solista di Ric Ocasek Beatitude)
5. Moving in Stereo
6. Just What I Needed
7. A Dream Away
8. Cruiser
9. Drive
10. You Might Think
11. Magic
12. Let's Go
13. Heartbeat City

Durante i titoli di coda si sente in sottofondo il brano You're All I've Got Tonight.

## Formazione
- Ric Ocasek: voce, chitarra, tastiera.
- Benjamin Orr: voce, basso.
- Elliot Easton: chitarra solista, cori.
- Greg Hawkes: tastiere, cori.
- David Robinson : batteria.